# Wyspy Salomona na Letnich Igrzyskach Olimpijskich 2004
Wyspy Salomona na XXVIII Letnich Igrzyskach Olimpijskich w Atenach reprezentowało dwóch sportowców.
Był to szósty start Wysp Salomona na letnich igrzyskach
olimpijskich.

## Reprezentanci

### lekkoatletyka
- bieg na 100 m kobiet: Jenny Keni – odpadła w eliminacjach (84. czas)
- bieg na 100 m mężczyzn: Francis Manioru – odpadł w eliminacjach (69. czas)